# Nerkin Sasunashen
Nerkin Sasunashen là một đô thị thuộc tỉnh Aragatsotn, Armenia. Dân số ước tính năm 2011 là 1092 người.